# Carretera Federal 2
La Carretera Federal 2 es una carretera mexicana que recorre el Norte de México, cerca de la frontera con los EE. UU., un extremo en Tijuana (Baja California), en el Pacífico y el otro en Matamoros (Tamaulipas), en el Golfo de México, la carretera pasa a través de los estados fronterizos de Baja California, Sonora, Chihuahua, Coahuila, Nuevo León y Tamaulipas. Tiene una longitud total de 1963 km.
La carretera se divide en dos secciones discontinuas. La sección occidental inicia en El Porvenir Chihuahua, cerca de Ciudad Juárez y termina en Tijuana Baja California; tiene una longitud de 1318 km.
La sección oriental comienza en el Golfo de México en Matamoros, y continúa hasta Ciudad Acuña Coahuila; tiene una longitud de 644 km.
La carretera también tiene conexión de acceso a todos los puertos oficiales de entrada en los Estados Unidos, con la excepción del puente internacional entre Ojinaga, Chihuahua y Presidio, Texas, que está entre los dos segmentos de carretera. Estos puertos de entrada permiten el acceso de la carretera a los cuatro estados fronterizos de Estados Unidos: California, Arizona, Nuevo México y Texas. Como resultado, las estaciones de inspección de aduanas son comunes a lo largo de algunos tramos de la carretera
Las carreteras federales de México se designan con números impares para rutas Norte-Sur y con números pares para las rutas Este-Oeste. Las designaciones numéricas ascienden hacia el Sur de México para las rutas Norte-Sur y ascienden hacia el Este para las rutas Este-Oeste. Por lo tanto, la carretera federal 2, debido a su trayectoria de Este-Oeste, tiene la designación de número par, y por estar ubicada en el Norte de México le corresponde la designación N° 2.

## Trayectoria

### Tamaulipas
Longitud = 413 km
- Playa Lauro Villar
- Matamoros – Carretera Federal 101/Carretera Federal 180
- Ciudad Río Bravo
- Reynosa – Carretera Federal 40 – Carretera Federal 97
- Ciudad Gustavo Díaz Ordaz
- Ciudad Camargo
- Ciudad Miguel Alemán
- Ciudad Mier – Carretera Federal 54
- Nueva Ciudad Guerrero
- Nuevo Laredo – Carretera Federal 85

### Nuevo León
Longitud = 15 km
- Colombia

### Coahuila
Longitud = 214 km
- Guerrero
- Piedras Negras – Carretera Federal 57
- Jiménez
- Ciudad Acuña – Carretera Federal 29

### Chihuahua
Longitud = 362 km
- El Porvenir
- Práxedis G. Guerrero
- Guadalupe
- San Agustín
- Ciudad Juárez – Carretera Federal 45
- Ascensión
- Janos – Carretera Federal 10

### Sonora
Longitud = 705 km
- Agua Prieta – Carretera Federal 17
- Cananea
- Cuitaca
- Ímuris – Carretera Federal 15D
- Magdalena de Kino - Carretera 15
- Santa Ana – Carretera Federal 15D
- Altar
- Pitiquito
- Caborca
- Sonoyta – Carretera Federal 8
- San Luis Río Colorado

### Baja California
Longitud = 254 km
- Ejido Hermosillo
- Estación Batáquez
- Estación  Hechicera
- Ejido Sinaloa
- Ejido Cuernavaca
- Mexicali – Carretera Federal 2D y Carretera Federal 5
- Delegación Progreso
- Poblado La Rumorosa
- Poblado Luis Echeverría Álvarez (El Hongo)
- Tecate – Carretera Federal 3
- Tijuana – Carretera Federal 1